# Escorxador (Campdevànol)
L'Escorxador és una obra del municipi de Campdevànol (Ripollès) inclosa en l'Inventari del Patrimoni Arquitectònic de Catalunya.

## Descripció
Aquest escorxador, junt amb el de Ripoll, és dels primers que es construïren a la comarca. No té res a veure amb la tipologia dels que es construïren als voltants de l'any 1926 a Camprodon, Ribes de Freser i Sant Joan de les Abadesses. És un edifici simètric, amb el cos central avançat i a més altura que els dos laterals, tant per la seva tipologia com pel volum, que recorden molt els edificis industrials de l'època, construïts per a l'obtenció de carbur a la resta de la comarca.